# Kamienna Góra (district)
Kamienna Góra (powiat kamiennogórski) is een Pools district (powiat) in de woiwodschap Neder-Silezië. Het district heeft een oppervlakte van 396,13 km² en telt 44.700 inwoners (2014).

## Gemeenten
Powiat Kamiennogórski omvat vier gemeenten, waarvan twee stadsgemeenten en twee landgemeenten.

Stadsgemeenten:
- Kamienna Góra (Landeshut in Schlesien)
- Lubawka (Liebau in Schlesien)

Landgemeenten:
- Marciszów (Merzdorf im Riesengebirge)
- Kamienna Góra-land

Stadsdistricten:
Wrocław · Jelenia Góra · Legnica · Wałbrzych

Districten:
Bolesławiec · Dzierżoniów · Głogów · Góra · Jawor · Kamienna Góra · Karkonosze · Kłodzko · Legnica · Lubań · Lubin · Lwówek Śląski · Milicz · Oleśnica · Oława · Polkowice · Środa Śląska · Strzelin · Świdnica · Trzebnica · Wałbrzych · Wołów · Wrocław · Ząbkowice Śląskie · Zgorzelec · Złotoryja

Grootste steden:
Bielawa · Bolesławiec · Dzierżoniów · Głogów · Jelenia Góra · Legnica · Lubin · Oleśnica · Świdnica · Wałbrzych · Wrocław · Zgorzelec